# Доллар, Крефло
Кре́фло Аугу́стус До́ллар-младший (англ. Creflo Augustus Dollar, Jr.; род. 28 января 1962) — американский писатель, певец, телевангелист и пастор. Основатель «Международной церкви изменяющих мир», расположенной в Джорджии. Ведущий программы «Изменяя твой мир».

## Биография
Крефло Доллар родился 28 января 1962 года в Колледж-Парке, штат Джорджия. Отец Крефло А. Доллар старший был полицейским. Мать — Эмма Доллар. Окончил старшую школу Лейкшор и Конкорд Колледж.
В 1984 году Крефло Доллар получил степень бакалавра образовательной терапии и начал работать в Институте Психиатрии Браунера в Атланте.
Первую церковную службу, на которой присутствовали восемь человек, он провел в 1986 году, в кафе начальной Школы Кэтлин Митчел в Колледж Парке.
В 1988 году Крефло Доллар и Тэффи Л. Болтон поженились.
В 1998 году был награждён степенью почетного доктора богословия от Университета Орала Робертса.

### Семья
Крефло и Тэффи Доллары воспитывают пятерых детей. Три дочери: Александрия, Лорен и Джордан, два сына: Грегори (усыновлённый), Джереми (усыновлённый).

## Служение
Крефло Доллар является одним из проповедников «Евангелия процветания». Он уверяет, что Бог хочет, чтобы верующие были успешными, при этом Доллар называет успехом не только деньги, но и семейную жизнь и здоровье. По убеждению пастора, проповедники должны быть успешными, потому что только так можно доказать, что их учение работает. В 2006 году Международная церковь изменяющих мир заработала 69 млн долларов.
Церковь К.Доллара в Атланте насчитывает 30 тыс. прихожан. Нью-Йоркский филиал Международной Церкви Изменяющих Мир насчитывает 5 тыс. человек. Филиалы его церкви есть в Лос-Анджелесе, Индианаполисе, Вашингтоне, Кливленде, Далласе и Хьюстоне.
Журнал К.Доллара «Change» имеет более 100 тыс. подписчиков. У пастора Доллара есть свой собственный лейбл звукозаписи «Arrow Records», который издает христианскую музыку и проповеди.

## Критика
Крефло Доллар неоднократно подвергался критике за роскошный образ жизни, апартаменты на Манхэттене стоимостью 2,5 млн долларов, дорогие автомобили Rolls-Royce и частные реактивные самолёты.
В 2007 году американский сенатор Чак Грассли проводил расследование финансовой деятельности шести американских проповедников, среди которых был и Крефло Доллар. Накануне проверки К. Доллар заверил, что его служение как «открытая книга» и организация готова отвечать на все запросы, подчеркнув, что они сотрудничают с Службой Внутренних Доходов. Но после поступления запроса от сенатора Грассли, пастор Доллар отказался давать ответы на часть вопросов, добавив, что сенатор «сует свой нос в чужие дела». В результате расследования не было выявлено никаких нарушений относительно использования церковного имущества семьёй пастора в личных целях.
В мае 2013 года христианский рэпер Шэй Линн написал песню «Fal$e Teacher$», в которой называет К. Доллара и других проповедников движения веры «лжеучителями».

## Скандал
Летом 2012 Крефло Доллар был арестован по обвинению в нанесении телесных повреждений своей дочери, жестокости к детям и семейном насилии. По словам его 19-летней дочери Александрии, во время семейной ссоры К. Доллар схватил среднюю 15-летнюю дочь за шею и начал её душить. Во время конфликта жена Доллара Тэффи находилась в доме. В докладе об инциденте сообщается, что ссора возникла из-за того, что пастор запретил своей дочери пойти на вечеринку. Крефло Доллар отрицает, что душил свою дочь и утверждает, что следы на её шее от экземы, а не от применения силы. Полиция отпустила Крефло Доллара под залог в 5 тыс. долларов США, после чего Александрия изменила свои показания. Комментируя эту ситуацию, К. Доллар сообщил, что таким образом дьявол пытается дискредитировать его служение.

## Стрельба в церкви
В октябре 2012 года в результате стрельбы в помещении церкви пастора К. Доллара погиб 39-летний лидер церковной группы прославления Грегори Макдауэлл. Подозреваемый в совершении преступления 52-летний Флойд Палмер был задержан полицией Атланты. Ф. Палмер ранее находился на учёте в психиатрической больнице за совершение подобного преступления. Во время стрельбы пастора Доллара в помещении не было. Комментируя это событие, он подчеркнул, что Бог добрый, небеса реальны, и когда человек покидает своё тело, его дух почивает с Господом. После инцидента К.Доллар назвал погибшего героем и сообщил, что хочет помочь его семье выплатить все долги, которые у них накопились. Для этого он создал специальный фонд и призывал прихожан своей церкви собрать для семьи Макдауэлла 234 тыс. долларов.

## Трансляция программ в СНГ
В 1983 - 1999 гг. программы с участием Крефло Доллара транслировались в Киргизии, Казахстане и др. странах СНГ.